# Kiffa
Kiffa (كيفة in arabo) è una città della Mauritania, capoluogo della regione di Assaba e del dipartimento di Kiffa.
La città è famosa per le antiche perle di Kiffa.